# 君さえいれば/金枝玉葉
『君さえいれば/金枝玉葉』（きみさえいればきんしぎょくよう、原題：金枝玉葉、英題：He's a Woman, She's a Man）は、1994年公開の香港映画。
音楽プロデューサーの男性とその恋人の女性歌手、彼女に憧れるファンの少女とをめぐる三角関係を描く。香港電影金像奨にて女優賞・歌曲賞を受賞。1996年には続編となる『ボクらはいつも恋してる! 金枝玉葉2』 が製作された。
日本では、DVDが廃盤になり手に入らなくなっている。

## ストーリー
有名女性歌手ローズに憧れている少女ウィンは、ある時、ローズの恋人でプロデューサーのサムが、男性歌手のオーディションを開催するという事を知る。どうにかしてローズと親しくなりたい彼女は、あろうことか男装してオーディションに臨むことを決意したのだった。その結果、なんとウィンが合格してしまう。

## キャスト
※括弧内は日本語吹替（VHS版）
- サム - レスリー・チャン（宮本充）
- ウィン - アニタ・ユン（松本梨香）
- ローズ - カリーナ・ラウ（杉村理加）
- ユーロウ - ジョーダン・チャン（伊藤栄次）
- アンティ - エリック・ツァン（チョー）
- ジョセフ - ロー・カーイン
- サムのアシスタント - ジェリー・ラム